# 伊賀家 (男爵家)
伊賀家（いがけ）は、武家・士族・華族だった家。美濃国池田郡の土豪として伊賀氏を称し、江戸時代には土佐藩主山内氏に仕えて山内を称したが（宿毛山内家）、維新後に伊賀に復姓して士族を経て華族の男爵家に列した。

## 歴史
太郎左衛門光就の時に美濃国池田郡に入り、伊賀を称したのにはじまり、同地の土豪となった。稲葉氏の一族の可能性がある。太郎左衛門の子の伊賀守光就は山内盛豊の妻の姉を娶った。その子守就は土岐氏を経て斎藤氏に仕えて北方城に拠り、稲葉一鉄、氏家ト全とともに西美濃三人衆と呼ばれた。永禄10年に他の西美濃三人衆とともに信長に通じて主家斎藤氏を滅ぼすのに手を貸し、信長に仕えるようになったが、本能寺の変後、守就とその弟の安東郷氏は稲葉氏に北方城を攻められて戦死した。
郷氏の子可氏は天正13年に近江国長浜城主山内一豊に呼ばれて山内姓を与えられ、山内家に仕えることになった。江戸時代には土佐藩主山内家の家老家となり、宿毛を領して宿毛山内家と呼ばれた。当初は6000石、後に6800石となった。度々当主を山内家や深尾家より養子で迎え第11代目で幕末に至った。
幕末期の当主山内氏理（明治維新後は伊賀氏理に改名）は、戊辰戦争で羽越国境に転戦して戦功があった。明治33年に旧万石以上陪臣家の授爵が宮内省で検討された際に、伊賀家は旧万石以上陪臣家ではなかったが、授爵検討対象となった。戊辰の役で自ら王師に加わり、一隊の将として兵馬の間に馳駆して賊徒掃討を行った氏理の殊功により、当時当主だった伊賀氏広が同年5月9日に男爵に叙せられた、日本で最初期の飛行機開発を行い日本航空協会発足に関わった。
昭和期に伊賀男爵家の住居は東京市世田谷区玉川奥沢町にあった。伊賀氏英（1911年生まれ）を経て現当主（第15代）伊賀朗氏（いがあきうじ）は東京宿毛会会長でもある。